# فصلنامه فضای شهری
این فصلنامه به صاحب‌امتیازی مرکز بین‌الملی پژوهش و هنر و معماری در سال ۱۳۸۷ آغاز به کار کرد و تاکنون دو شماره از این مجله منتشر شده است که شمارهٔ دوم آن در تابستان ۸۸ منتشر شده است. مطالب این فصلنامه در مورد طراحی فضای شهری و مسائل جوامع شهری است. مدیر مسئول این نشریه رضا پوروزیری است و سردبیران آن گلایل مساعد و محمدحسن ملک‌پور. 
این نشریه به صورت تمام‌رنگی و کاغذهای نفیس منتشر می‌شود و تمام مطالب آن به دو زبان انگلیسی و فارسی است. شرکت بین‌المللی پژوهش و نشر یادآوران نیز با این نشریه همکاری دارد.